# Papa-lagarta-de-papo-ferrugem
O papa-lagarta-de-papo-ferrugem (Coccycua pumila) é uma espécie de ave da família Cuculidae (por vezes incluída na Coccyzidae).
Pode ser encontrada nos seguintes países: Brasil, Colômbia, Panamá e Venezuela.
Os seus habitats naturais são: florestas secas tropicais ou subtropicais , florestas subtropicais ou tropicais húmidas de baixa altitude e florestas secundárias altamente degradadas.